# Hangu
Hangu es una localidad de Pakistán, en la provincia de Khyber Pakhtunkhwa.

## Demografía
Según estimación 2010 contaba con 31290 habitantes.